# Novak Martinović
Novak Martinović (serbisch-kyrillisch Новак Мартиновић; * 31. Januar 1985 in Belgrad, SFR Jugoslawien) ist ein serbischer ehemaliger Fußballspieler.

## Karriere
Novak Martinović begann seine Karriere im Jahr 2005 bei OFK Belgrad in der Prva liga Srbije i Crne Gore, der höchsten Liga von Serbien und Montenegro. Da er in seinem ersten Jahr nicht zum Zuge kam, wurde er an FK BSK Borča ausgeliehen, das in der zweiten serbischen Liga spielte. Nach seiner Rückkehr im Jahr 2007 wurde er erneut nur selten eingesetzt und in der Rückrunde 2007/08 an den Ligakonkurrenten FK Smederevo ausgeliehen wurde.
In der Winterpause 2008/09 wechselte Martinović  zu Pandurii Târgu Jiu nach Rumänien in die Liga 1. Dort entwickelte er sich in der Saison 2009/10 zum Stammspieler. Im Sommer 2010 wechselte er zum Ligakonkurrenten Steaua Bukarest. Dort konnte er sich nicht durchsetzen, gewann aber mit dem Pokalsieg 2011 seinen ersten Titel. In der Winterpause 2012/13 verließ er Steaua und wechselte zu Wuhan Zall in die Chinese Super League. Bereits nach einem halben Jahr kehrte er zu FK Roter Stern Belgrad in seine serbische Heimat zurück. Dort kam er in der Saison 2013/14 nur zu Anfang auf sechs Einsätze und wurde anschließend nicht mehr berücksichtigt. Am Saisonende gewann er mit seinem Team die serbische Meisterschaft.

## Erfolge
- Serbischer Meister: 2014
- Rumänischer Pokalsieger: 2011